# Gentiana grata
Gentiana grata är en gentianaväxtart som beskrevs av H. Smith. Gentiana grata ingår i släktet gentianor, och familjen gentianaväxter. Inga underarter finns listade i Catalogue of Life.